# Alpenklassieker 1999
De 9e editie van de Alpenklassieker (Frans: Classique des Alpes 1999) vond plaats op 5 juni 1999. Slechts 42 renners bereikten de eindstreep, met François Simon (Frankrijk) als laatste op ruim 12 minuten van de Spaanse winnaar Unai Osa. Elf renners, onder wie José Luis Rubiera en Tyler Hamilton, kwamen buiten de tijdslimiet binnen en werden zodoende niet opgenomen in de definitieve einduitslag van deze Franse wielerwedstrijd.

## Uitslag
| rang | renner               | land        |
| ---- | -------------------- | ----------- |
| 1    | Unai Osa             | Spanje      |
| 2    | Benoît Salmon        | Frankrijk   |
| 3    | David Etxebarria     | Spanje      |
| 4    | Jens Heppner         | Duitsland   |
| 5    | Roland Meier         | Zwitserland |
| 6    | Fernando Escartín    | Spanje      |
| 7    | Angel Luis Casero    | Spanje      |
| 8    | Txema del Olmo       | Spanje      |
| 9    | Kurt Van De Wouwer   | België      |
| 10   | Aleksandr Vinokoerov | Kazachstan  |

1991 · 1992 · 1993 · 1994 · 1995 · 1996 · 1997 · 1998 · 1999 · 2000 · 2001 · 2002 · 2003 · 2004